# Detroit (rzeka)
Detroit – rzeka o długości 51 km wypływająca z jeziora St. Clair i wpadająca do jeziora Erie. Wraz z rzeką St. Clair tworzy połączenie między Wielkimi Jeziorami Erie i Huron.
Rzeka tworzy granicę między Stanami Zjednoczonymi i Kanadą. Na jej zachodnim brzegu leży amerykańskie miasto Detroit, a na wschodnim kanadyjskie miasto Windsor.
Rzeka jest częścią Drogi Wodnej Świętego Wawrzyńca.

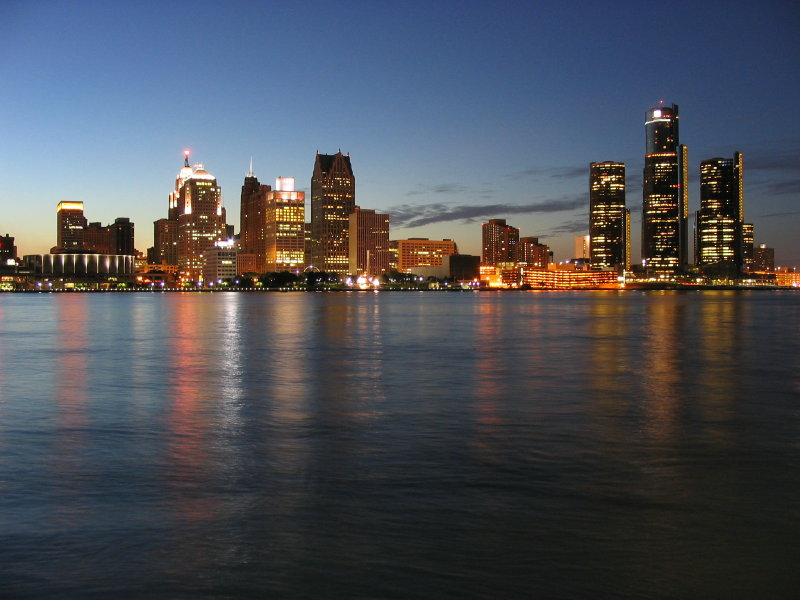
Centrum Detroit leży na zachodnim brzegu rzeki